# Dare!
Az 1981-es Dare! (más kiadásokon Dare) a The Human League harmadik nagylemeze. Az albumot a kritikusok méltatták, és egy műfajteremtő album lett, hatása még ma is észrevehető a popzenében. A lemez és a négy kislemez nagy kereskedelmi sikert ért el, az album a brit albumlista élére került és tripla platina lett az Egyesült Királyságban. Szerepel az 1001 lemez, amit hallanod kell, mielőtt meghalsz című könyvben.

## Az album dalai
|     | Cím                                | Szerző(k)                          | Hossz |
| --- | ---------------------------------- | ---------------------------------- | ----- |
| 1.  | The Things That Dreams Are Made Of | Philip Oakey, Philip Adrian Wright | 4:14  |
| 2.  | Open Your Heart                    | Jo Callis, Oakey                   | 3:53  |
| 3.  | The Sound of the Crowd             | Ian Burden, Oakey                  | 3:56  |
| 4.  | Darkness                           | Callis, Wright                     | 3:56  |
| 5.  | Do or Die                          | Burden, Oakey                      | 5:25  |
| 6.  | Get Carter                         | Budd                               | 1:02  |
| 7.  | I Am the Law                       | Oakey, Wright                      | 4:09  |
| 8.  | Seconds                            | Callis, Oakey, Wright              | 4:58  |
| 9.  | Love Action (I Believe in Love)    | Burden, Oakey                      | 4:58  |
| 10. | Don't You Want Me                  | Callis, Oakey, Wright              | 3:56  |

## Közreműködők
- Ian Burden – szintetizátor
- Jo Callis – szintetizátor
- Joanne Catherall – ének
- Philip Oakey – ének, szintetizátor
- Susanne Sulley – ének
- Philip Adrian Wright – szintetizátor, slide
- Martin Rushent – programozás
- Dave Allen – programozás, hangmérnökasszisztens
- Philip Oakey, Philip Adrian Wright, Ken Ansell – borítóterv

## Fordítás
Ez a szócikk részben vagy egészben a Dare (album) című angol Wikipédia-szócikk ezen változatának fordításán alapul.  Az eredeti cikk szerkesztőit annak laptörténete sorolja fel. Ez a jelzés csupán a megfogalmazás eredetét és a szerzői jogokat jelzi, nem szolgál a cikkben szereplő információk forrásmegjelöléseként.